# ولفگانگ کاپ
ولفگانگ کاپ (آلمانی: Wolfgang Kapp; ۲۴ ژوئیهٔ ۱۸۵۸ – ۱۲ ژوئن ۱۹۲۲) مقام دولتی و روزنامه‌نگار آلمانی بود. او یک ملی‌گرای سرسخت بود که به دلیل نقش مهمش در کودتای کاپ شناخته می‌شود.

## کودکی و نوجوانی
کاپ در نیویورک به دنیا آمد. پدرش به نام فردریش کاپ یک فعال سیاسی بود که پس از شکست انقلاب‌های ۱۸۴۸ به آمریکا رفت. خانواده کاپ در سال ۱۸۷۰ به آلمان بازگشتند و ولفگانگ مدرسه را در جیمنیزیوم فردریش ویلهلم برلین ادامه داد. او در سال ۱۸۸۴ ازدواج نمود که حاصل آن سه فرزند بود. به مدد روابط خانوادگی بود که کاپ ارتباط با عناصر محافظه‌کار را پیدا نمود. پس از تحصیل در رشته حقوق، سال ۱۸۸۶ از دانشگاه توبینگن فارغ‌التحصیل و همان سال در وزارت دارایی استخدام شد.

## فعالیت سیاسی
کاپ پس از مدتی مؤسسه اعتباری کشاورزی را در پروس خاوری تأسیس نمود که طرحی بسیار موفق بود و موجب کامیابی زمین‌داران و کشاورزان آن ناحیه شد. کاپ همواره رابطه نزدیکی با یونکرها داشت و در جنگ جهانی اول سخنگو ایشان در انتقاد از دولت تئوبالت فون بتمان-هولوگ بود. او در تابستان سال ۱۹۱۶ جزوه‌ای را منتشر و سیاست خارجی و داخلی دولت هولوگ را به شدت مورد انتقاد قرار داد که هالوگ در پاسخ به آن طی سخنرانی خشم‌آلودی در رایشتاگ امپراتوری آلمان این صحبت‌ها را «توهین و افتراهای نفرت‌انگیز» خواند.
در سال ۱۹۱۷ کاپ به همراه آلفرد فن تیرپیتس حزب سرزمین پدری آلمان را تأسیس نمود و مدتی رئیس آن بود. ولفگانگ کاپ یکی از چهره‌های شناخته شده جریان راست در آلمان همراه با اریش لودندورف و والدمار پابست بود. ایشان در سال ۱۹۱۹ یک اتاق فکر برای جریان راست در آلمان به نام انجمن ملی راه انداختند که هدف آن مقابله با انقلاب مردم آلمان و استقرار یک دولت محافظه‌کار و نظامی بود. این گروه البته علاقه خاصی برای بازگشت سلطنت نداشتند. با استقرار جمهوری وایمار در سال ۱۹۱۹ کاپ به حزب خلق ملی آلمان هم پیوست.
شکست آلمان در جنگ جهانی اول برای ملی‌گرایانی مانند کاپ بسیار ناراحت‌کننده و ناباورانه بود. کاپ یکی از هواداران سرسخت افسانه خنجر زدن از پشت و از منتقدان جدی پیمان ورسای بود. او در انتخابات فدرال آلمان ۱۹۱۹ به عنوان سلطنت‌طلب به رایشتاگ جمهوری وایمار راه پیدا کرد.

## کودتا
«ما براساس هیچ تئوری حکومت نخواهیم کرد.» ولفگانگ کاپ، ۱۳ مارس ۱۹۲۰ میلادی
در ماه مارس سال ۱۹۲۰ میلادی والتر فون لوتویتس به هرمان ایرهات دستور داد تا با واحدهای فرای‌کور خود برلین را اشغال و دولت وایمار را سرنگون نماید. کودتاچیان برلین را تصرف کردند و دولت وایمار به درسدن و سپس به اشتوتگارت گریخت.
دولت جدیدی در برلین توسط کاپ و لوتویتس اعلام شد اما آنچنان موفق نبود. اکثر نهادهای مدنی، ادارات و اتحادیه‌های کارگری با کودتاچیان همراه نشدند و اعتصاب سراسری توسط حزب سوسیال دموکرات آلمان اعلام شد. تنها حامی کودتاچیان محافظه‌کاران و ارتش بودند که فرمانده آن هانس فن زکت از دفاع از جمهوری وایمار در برابر کودتا سر باز شد. در نهایت کودتا به دلیل مقاومت مردم در برابر آن و اعتصاب سراسری در آلمان نتوانست کاری از پیش ببرد و طی چند روز سقوط کرد.
با شکست کودتا، کاپ به سوئد گریخت و دو سال بعد، در سال ۱۹۲۱ به آلمان بازگشت. او در دیوان رایش محاکمه شد و در همان ایام در لایپزیگ به علت سرطان درگذشت.